# Paradiscopus
Paradiscopus – rodzaj chrząszczy z rodziny kózkowatych. 

## Zasięg występowania
Przedstawiciele tego rodzaju występują w Ameryce Środkowej, w Kostaryce.

## Systematyka
Do Paradiscopus zaliczane są 2 gatunki:
- Paradiscopus maculatus
- Paradiscopus monteverdensis.